# Team Dignitas
Team Dignitas – profesjonalna drużyna e-sportowa założona w 2003 roku w Wielkiej Brytanii przez połączenie dwóch drużyn specjalizujących się w konkurencji Battlefield 1942. W miarę rozbudowy przekształciła się w międzynarodową drużynę, uczestniczącą w licznych konkurencjach e-sportowych.
Na stan z maja 2014 roku Team Dignitas liczył dziesięć sekcji w następujących konkurencjach: League of Legends (2 sekcje), Counter-Strike: Global Offensive, Infinite Crisis, SMITE, Battlefield 4, StarCraft II, TrackMania, FIFA i sekcji przeznaczonej do gier sztuk walki.